# Fabian Ogutsch
Fabian Ogutsch (* um 1845 in Podberezye/Podbrescher; † 4. Oktober 1922) war ein deutscher Chasan mit der Stimmlage Tenor und Komponist.

## Leben
Fabian Ogutsch wurde von russischen Kantoren ausgebildet und war dann von 1875 bis 1877 in Koschmin tätig. Danach wechselte er nach Schwerin und 1880 nach Ostrowo, wo 1882 sein Sohn Martin als Kleinkind verstarb.

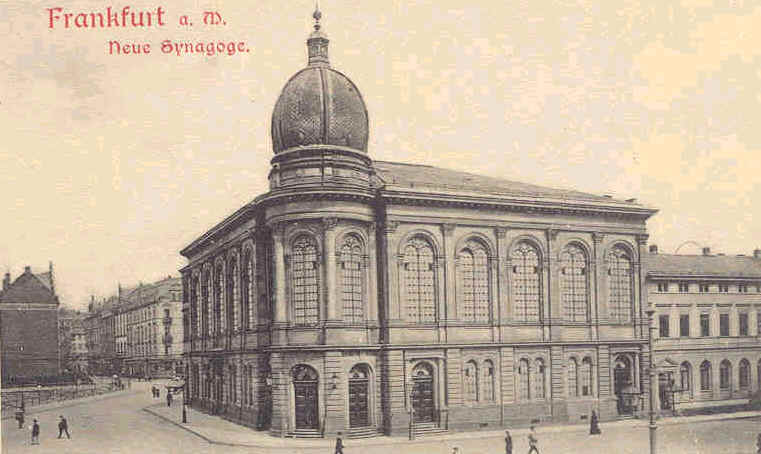
Die Synagoge am Börneplatz, 1880er Jahre

1885 kam Ogutsch nach Frankfurt am Main. Dort war er 38 Jahre lang Oberkantor in der Synagoge am Börneplatz. Er war auch als Komponist tätig und stellte mit Der Frankfurter Kantor ein Sammelwerk synagogaler Musik, wie sie seinerzeit in Frankfurt gesungen wurde, zusammen. Dieses Werk wurde 1930 veröffentlicht; im Vorwort weist Josef Benjamin Levy auf die Verdienste Ogutschs um die Dokumentation der Frankfurter Tradition hin: „Bei kundigen »baale-tfilloh« saß er stundenlang, ließ sich vorsingen, notierte und faßte  die so gewonnenen Weisen nach den Gesetzen der Musik. Er hielt sich dabei absichtlich nur an den Gottesdienst »seiner« Synagoge, der historischen Trägerin des alten Frankfurter Gottesdienstes. [...] Nur wer weiß, welch zähen Widerstand die oft der Rhythmik und des Taktes entbehrenden »Niggunim« der Aufzeichnung und Gestaltung entgegensetzen, vermag die Arbeit, die treue Geduld und Versenkung zu würdigen, die in diesem Werke steckt. Es ist [...] für die Erforschung und wissenschaftliche Durchdringung des süddeutschen »Chasonus« von bleibendem Wert [...]“. Spätere Forschungen auf dem Gebiet der synagogalen Musik griffen in der Tat auf Ogutschs Kompendium zurück, wenn auch z. B. Karl E. Grözinger bemerkte, Ogutschs Aufzeichnungen seien „nicht immer frei von einem subjektiven Anstrich“. Als Quelle für die Frankfurter Traditionen bezüglich synagogaler Musik nennt Grözinger neben Ogutsch Salman Geiger und verweist außerdem auf eine weitere Zusammenstellung synagogaler Musik, die der Oberkantor der Israelitischen Religionsgesellschaft an der Friedberger Anlage Benno Pessachowitsch schuf. Dieses unpublizierte Werk wurde allerdings in der Reichspogromnacht zerstört.

## Werke
- Gesänge für den Freitag-Abend-Gottesdienst. Für Solo u. gem. Chor eingeführt in d. neuen Gemeinde-Synagoge zu Frankfurt a/M., J. Kauffmann Verlag
- Der Frankfurter Kantor. Sammlung der traditionellen Frankfurter synagogalen Gesänge von Fabian Ogutsch, weil. Oberkantor der Synagoge am Börneplatz zu Frankfurt am Main. Geordnet und eingeleitet von J. B. Levy, hg. vom Vorstand der Israelitischen Gemeinde Frankfurt am Main, J. Kauffmann Verlag, Frankfurt am Main 1930